# 川副国基
川副 国基（かわぞえ くにき、1909年3月18日 - 1979年6月15日）は、日本近代文学者、早稲田大学名誉教授。
長崎県諫早市生まれ。早稲田大学国文科卒。早稲田大学教授。78年定年退任。

## 著書
- 島村抱月 人及び文学者として 早稲田大学出版部 1953 (早稲田選書)
- 現代評論 1953 (学燈文庫)
- 日本自然主義の文学 およびその周辺 誠信書房 1957
- 近代日本文学論 早稲田大学出版部 1959
- 小林秀雄 1961 (學燈文庫)
- 学研現代文 学習研究社 1962
- 島崎藤村 明治書院 1965 (写真作家伝叢書)
- 日本近代文学の展開 明治書院 1967
- 現代国語 学習研究社 1968.4 (マイティ)
- 近代文学の風景 桜楓社 1976
- 近代文学の評論と作品 早稲田大学出版部 1977.5
- 抗争 川副国基『抗争』刊行会 1989.6
- 声で読む小林秀雄 學燈社 2007.5

## 共編著
- 新註日本文学選 現代編 数研社 1953
- 資料による近代日本文学史 文雅堂書店 1959
- 現代文学講座 人と作品　全10集 木俣修,長谷川泉共編 明治書院, 1960-64
- 詳説現代国語 中野博之,久米芳夫共著 向上社 1966.3
- 文学・一九一〇年代 明治書院 1979.3

## 参考
- 川副国基略年譜・著作等目録 国文学研究 1979-06